# دیسیویل
دیسیویل (به انگلیسی: Daceyville) یک حومه شهر در استرالیا است که در نیو ساوت ولز واقع شده‌است.